# Nam Tae-hyun
Đây là một tên người Triều Tiên, họ là Nam.
Nam Tae-hyun (tiếng Hàn: 남태현, sinh ngày 10 tháng 5 năm 1994) là một ca sĩ, nhạc sĩ người Hàn Quốc và là cựu thành viên của nhóm nhạc nam WINNER. Hiện đang là thành viên của ban nhạc South Club.

## Điện ảnh
| Tiêu đề phim       | Thể loại phim | Vai diễn             | Ngày công chiếu       | Tóm tắt |
| ------------------ | ------------- | -------------------- | --------------------- | --- |
| 1. Midnight's Girl | Web Drama     | Vai chính Gong Jidan | 04/05/2015-14/05/2015 | "Girl Of Midnight" nói về chàng trai trẻ ao ước được trở thành siêu sao tên là Gong Ji Dan. Cậu làm thêm tại quán karaoke của anh mình và ở đây cậu gặp Min Se Ra. Se Ra có lòng giúp đỡ Ji Dan thực hiện ước mơ và cô cũng có một bí mật... |

### Music video
| Tiêu đề     | Ca sĩ           | Vai trò   | Tham khảo                                                                               |
| ----------- | --------------- | --------- | --------------------------------------------------------------------------------------- |
| Empty       | WINNER(5 người) | Chính anh | https://www.youtube.com/watch?v=gEqlF5N8UMs                                             |
| Color Ring  | WINNER(5 người) | Chính anh | https://www.youtube.com/watch?v=vQIfXg7UukI                                             |
| Sentimental | WINNER(5 người) | Chính anh | https://www.youtube.com/watch?v=OV9NJGTLm-4                                             |
| Baby Baby   | WINNER(5 người) | Chính anh | https://www.youtube.com/watch?v=jBBy2p5EQhs                                             |
| I'm Young   | Chính anh       | Chính anh | https://www.youtube.com/watch?v=P79G22cJe74                                             |
| I'm him     | Song Mino       | Khách mời | https://www.youtube.com/watch?v=iQnAL-f2grI                                             |
| Ringa Linga | Tae Yang        | Khách mời | https://www.youtube.com/results?search_query=ringa+linga                                |
| Hug Me      | Chính anh       | Chính anh | https://www.youtube.com/watch?v=mT4Skha92Sg https://www.youtube.com/watch?v=9DnXcQTbRQg |